# 短喙細長蝽
短喙細長蝽（学名：Paromius gracilis）为長蝽科細長蝽屬下的一个种。其种加词来源于拉丁文“gracilis”，意为“纤细的”。